# Copa del Món de Futbol de 1978
La XI Copa del Món de Futbol es va disputar a l'Argentina, entre l'1 i el 25 de juny de 1978. La Copa del Món tornava així a Sud-amèrica per primera vegada des de 1962. El torneig es va disputar en sis estadis, repartits entre les ciutats de Buenos Aires, Rosario, Mar del Plata, Córdoba i Mendoza.
La mascota d'aquesta Copa del Món va ser el Gauchito, mentre que la pilota oficial va sofrir un canvi revolucionari amb l'aparició de l'Adidas Tango. Aquesta pilota va esdevenir un disseny clàssic que va durar cinc Copes del Món, i comptava amb major impermeabilització que els dissenys anteriors. Ennio Morricone compongué la melodia del mundial, encarregada per l'organització.
El torneig es va jugar amb el mateix sistema d'eliminació que el campionat anterior, Alemanya Federal 1974: un sistema de grups a la primera fase en què els dos primers de cada grup es classificaven pel sistema de grups de la segona fase, on es definien els dos finalistes.
La gran final es va jugar entre l'Argentina (que es va classificar guanyant per 6 a 0 la selecció peruana, en el partit que es considera un dels més polèmics de totes les Copes del Món) i els Països Baixos. Va ser un partit molt disputat, i es va haver de jugar la pròrroga, ja que en els 90 minuts havien empatat a 1. Finalment, amb gols de Mario Alberto Kempes i Daniel Bertoni la selecció albiceleste es va imposar per 3 a 1, alçant la copa per primera vegada, després que se li hagués escapat l'any 1930, quan va perdre per 4 a 2 amb l'Uruguai.

## Antecedents
Argentina, que feia molts anys que buscava organitzar la Copa del Món, ho va aconseguir finalment amb l'edició de 1978. Va ser el juliol de 1966, al Congrés que la FIFA va organitzar a Londres, on també es van decidir les seus de les edicions de 1970 (Mèxic), 1974 (Alemanya Federal) i 1982 (Espanya).
Aquesta designació va generar molt rebuig en diferents països europeus, on es van organitzar protestes i accions de boicot al torneig, a causa dels milers de casos de violacions dels drets humans, comesos pel règim Militar que governava la nació argentina des de 1976, en l'anomenat Procés de Reorganització Nacional. Tot i això, el govern de Jorge Rafael Videla va obtenir el suport de la FIFA i va organitzar l'esdeveniment, on no hi van participar ni Johan Cruyff ni Paul Breitner.
Al país es vivia l'apogeu de la Guerra bruta i es vivia un fort clima de terror, amb una violència que no cessava. El Comitè Organitzador va afrontar diversos problemes: Omar Actis (designat per la Junta Militar per a dirigir l'Ente Autárquico Mundial 78, EAM, al costat de l'almirall Carlos Alberto Lacoste) va ser assassinat el 19 d'agost de 1976. Aquest acte primer es va atribuir a moviments guerrillers, però després es va descobrir que hi havia divergències amb Lacoste per l'ús dels fons destinats a la Copa del Món. Mentre Actis volia una Copa del Món austera, Lacoste volia que fos impressionant. Després de la defunció d'Actis, la plaça va quedar en mans del general Antonio Merlo, qui es va deixar influir pel Lacoste.
Les xifres del torneig van superar els 520 milions de dòlars, que es van invertir en remodelar els estadis de River Plate, Vélez Sarsfield i Rosario Central, la construcció de tres estadis nous i la millora d'aeroports, sistemes de comunicacions i infraestructura hotelera. D'altra banda, es va millorar la infraestructura del Canal 7 Argentina perquè pogués retransmetre en color per primer cop el torneig.
El 14 de gener de 1978 es va fer el sorteig del campionat al Centro Municipal General San Martín. Argentina havia de jugar contra França, Itàlia i Hongria, mentre que la defensora del títol, Alemanya havia d'enfrontar-se en un grup format per Polònia, Tunísia i Mèxic.

## Equips participants
Es van classificar aquestes 16 seleccions. En cursiva, les debutants a la Copa del Món de Futbol.
| Àsia    | Amèrica del Nord, Central i Carib | Europa |
| ------- | --------------------------------- | --- |
| Iran    | Mèxic                             | Alemanya Occidental · Àustria · Escòcia · Espanya · França · Hongria · Itàlia · Països Baixos · Polònia · Suècia |
| Àfrica  | Amèrica del Sud                   | Alemanya Occidental · Àustria · Escòcia · Espanya · França · Hongria · Itàlia · Països Baixos · Polònia · Suècia |
| Tunísia | Argentina · Brasil · Perú         | Alemanya Occidental · Àustria · Escòcia · Espanya · França · Hongria · Itàlia · Països Baixos · Polònia · Suècia |
| Oceania | Argentina · Brasil · Perú         | Alemanya Occidental · Àustria · Escòcia · Espanya · França · Hongria · Itàlia · Països Baixos · Polònia · Suècia |
| —       | Argentina · Brasil · Perú         | Alemanya Occidental · Àustria · Escòcia · Espanya · França · Hongria · Itàlia · Països Baixos · Polònia · Suècia |

## Seus
| Buenos Aires             | Buenos AiresCórdobaMar del PlataRosarioMendoza | Buenos Aires               |
| Estadi Monumental        | Buenos AiresCórdobaMar del PlataRosarioMendoza | Estadi José Amalfitani     |
| Capacitat: 74.624        | Buenos AiresCórdobaMar del PlataRosarioMendoza | Capacitat: 49.318          |
|                          | Buenos AiresCórdobaMar del PlataRosarioMendoza |                            |
| Córdoba                  | Buenos AiresCórdobaMar del PlataRosarioMendoza | Mar del Plata              |
| Estadi Chateau Carreras  | Buenos AiresCórdobaMar del PlataRosarioMendoza | Estadi Mundialista         |
| Capacitat: 46.986        | Buenos AiresCórdobaMar del PlataRosarioMendoza | Capacitat: 43.542          |
|                          | Buenos AiresCórdobaMar del PlataRosarioMendoza |                            |
| Mendoza                  | Buenos AiresCórdobaMar del PlataRosarioMendoza | Rosario                    |
| Estadi Ciudad de Mendoza | Buenos AiresCórdobaMar del PlataRosarioMendoza | Estadi Gigante de Arroyito |
| Capacitat: 34.954        | Buenos AiresCórdobaMar del PlataRosarioMendoza | Capacitat: 41.654          |
|                          | Buenos AiresCórdobaMar del PlataRosarioMendoza |                            |

## Àrbitres
Àfrica
- Youssou N'Diaye

Àsia
- Farouk Bouzo
- Jaffar Namdar

Europa
- Ferdinand Biwersi
- Charles Corver
- Jean Dubach
- Ulf Eriksson
- Antonio Garrido
- John Gordon
- Sergio Gonella
- Alojzy Jarguz
- Erich Linemayr
- Dušan Maksimović
- Ángel Franco Martínez
- Károly Palotai
- Pat Partridge
- Adolf Prokop
- Nicolae Rainea
- Francis Rion
- Clive Thomas
- Robert Wurtz

Amèrica del Nord i Central
- Archundia González

Amèrica del Sud
- Ramón Barreto
- Arnaldo Cézar Coelho
- Ángel Norberto Coerezza
- César Orosco
- Juan Silvagno

Sense confederació continental
- Abraham Klein[a]

1. ↑  Entre 1956 i 1974 l'Associació de Futbol d'Israel estava inscrita a l'AFC, però en va ser expulsada per les pressions polítiques dels països musulmans i àrabs, que van rebutjar jugar contra Israel. Durant 20 anys, l'AFI no va estar afiliada a cap confederació, fins que la UEFA va admetre-la el 1994 com un membre més.

## Resultats

### Primera Fase

#### Grup 1
| Pos | Equip     | PJ | PG | PE | PP | GF | GC | DG | Pts | Classificació           |
| --- | --------- | -- | -- | -- | -- | -- | -- | -- | --- | ----------------------- |
| 1   | Itàlia    | 3  | 3  | 0  | 0  | 6  | 2  | +4 | 6   | Avança a la segona fase |
| 2   | Argentina | 3  | 2  | 0  | 1  | 4  | 3  | +1 | 4   | Avança a la segona fase |
| 3   | França    | 3  | 1  | 0  | 2  | 5  | 5  | 0  | 2   |                         |
| 4   | Hongria   | 3  | 0  | 0  | 3  | 3  | 8  | −5 | 0   |                         |

| Equip 1                    | 2–1     | Equip2     |
| -------------------------- | ------- | ---------- |
| Rossi 29' · Zaccarelli 54' | Informe | Lacombe 1' |

| Equip 1                 | 2–1     | Equip2   |
| ----------------------- | ------- | -------- |
| Luque 14' · Bertoni 83' | Informe | Csapó 9' |

| Equip 1                               | 3–1     | Equip2           |
| ------------------------------------- | ------- | ---------------- |
| Rossi 34' · Bettega 35' · Benetti 61' | Informe | A. Tóth 81' (p.) |

| Equip 1                         | 2–1     | Equip2      |
| ------------------------------- | ------- | ----------- |
| Passarella 45' (p.) · Luque 73' | Informe | Platini 60' |

| Equip 1                                 | 3–1     | Equip2      |
| --------------------------------------- | ------- | ----------- |
| Lopez 23' · Berdoll 38' · Rocheteau 42' | Informe | Zombori 41' |

| Equip 1 | 0–1     | Equip2      |
| ------- | ------- | ----------- |
|         | Informe | Bettega 67' |

#### Grup 2
| Pos | Equip               | PJ | PG | PE | PP | GF | GC | DG  | Pts | Classificació           |
| --- | ------------------- | -- | -- | -- | -- | -- | -- | --- | --- | ----------------------- |
| 1   | Polònia             | 3  | 2  | 1  | 0  | 4  | 1  | +3  | 5   | Avança a la segona fase |
| 2   | Alemanya Occidental | 3  | 1  | 2  | 0  | 6  | 0  | +6  | 4   | Avança a la segona fase |
| 3   | Tunísia             | 3  | 1  | 1  | 1  | 3  | 2  | +1  | 3   |                         |
| 4   | Mèxic               | 3  | 0  | 0  | 3  | 2  | 12 | −10 | 0   |                         |

| Alemanya Occidental | 0–0     | Polònia |
| ------------------- | ------- | ------- |
|                     | Informe |         |

| Tunísia                                | 3–1     | Mèxic                  |
| -------------------------------------- | ------- | ---------------------- |
| Kaabi 55' · Ghommidh 79' · Dhouieb 87' | Informe | Vázquez Ayala 45' (p.) |

| Alemanya Occidental                                                  | 6–0     | Mèxic |
| -------------------------------------------------------------------- | ------- | ----- |
| D. Müller 15' · H. Müller 30' · Rummenigge 38', 73' · Flohe 44', 89' | Informe |       |

| Polònia  | 1–0     | Tunísia |
| -------- | ------- | ------- |
| Lato 43' | Informe |         |

| Alemanya Occidental | 0–0     | Tunísia |
| ------------------- | ------- | ------- |
|                     | Informe |         |

| Polònia                     | 3–1     | Mèxic      |
| --------------------------- | ------- | ---------- |
| Boniek 43', 84' · Deyna 56' | Informe | Rangel 52' |

#### Grup 3
| Pos | Equip   | PJ | PG | PE | PP | GF | GC | DG | Pts | Classificació           |
| --- | ------- | -- | -- | -- | -- | -- | -- | -- | --- | ----------------------- |
| 1   | Àustria | 3  | 2  | 0  | 1  | 3  | 2  | +1 | 4   | Avança a la segona fase |
| 2   | Brasil  | 3  | 1  | 2  | 0  | 2  | 1  | +1 | 4   | Avança a la segona fase |
| 3   | Espanya | 3  | 1  | 1  | 1  | 2  | 2  | 0  | 3   |                         |
| 4   | Suècia  | 3  | 0  | 1  | 2  | 1  | 3  | −2 | 1   |                         |

| Àustria                    | 2–1     | Espanya  |
| -------------------------- | ------- | -------- |
| Schachner 10' · Krankl 76' | Informe | Dani 21' |

| Brasil       | 1–1     | Suècia      |
| ------------ | ------- | ----------- |
| Reinaldo 45' | Informe | Sjöberg 37' |

| Àustria         | 1–0     | Suècia |
| --------------- | ------- | ------ |
| Krankl 42' (p.) | Informe |        |

| Brasil | 0–0     | Espanya |
| ------ | ------- | ------- |
|        | Informe |         |

| Espanya    | 1–0     | Suècia |
| ---------- | ------- | ------ |
| Asensi 75' | Informe |        |

| Brasil               | 1–0     | Àustria |
| -------------------- | ------- | ------- |
| Roberto Dinamite 40' | Informe |         |

#### Grup 4
| Pos | Equip         | PJ | PG | PE | PP | GF | GC | DG | Pts | Classificació           |
| --- | ------------- | -- | -- | -- | -- | -- | -- | -- | --- | ----------------------- |
| 1   | Perú          | 3  | 2  | 1  | 0  | 7  | 2  | +5 | 5   | Avança a la segona fase |
| 2   | Països Baixos | 3  | 1  | 1  | 1  | 5  | 3  | +2 | 3   | Avança a la segona fase |
| 3   | Escòcia       | 3  | 1  | 1  | 1  | 5  | 6  | −1 | 3   |                         |
| 4   | Iran          | 3  | 0  | 1  | 2  | 2  | 8  | −6 | 1   |                         |

| Perú                          | 3–1     | Escòcia    |
| ----------------------------- | ------- | ---------- |
| Cueto 43' · Cubillas 71', 77' | Informe | Jordan 14' |

| Països Baixos                       | 3–0     | Iran |
| ----------------------------------- | ------- | ---- |
| Rensenbrink 40' (p.), 62', 78' (p.) | Informe |      |

| Escòcia                | 1–1     | Iran           |
| ---------------------- | ------- | -------------- |
| Eskandarian 43' (p.p.) | Informe | Danaeifard 60' |

| Països Baixos | 0–0     | Perú |
| ------------- | ------- | ---- |
|               | Informe |      |

| Perú                                            | 4–1     | Iran        |
| ----------------------------------------------- | ------- | ----------- |
| Velásquez 2' · Cubillas 36' (p.), 39' (p.), 79' | Informe | Rowshan 41' |

| Escòcia                                 | 3–2     | Països Baixos                  |
| --------------------------------------- | ------- | ------------------------------ |
| Dalglish 44' · A. Gemmill 46' (p.), 68' | Informe | Rensenbrink 34' (p.) · Rep 71' |

### Segona Fase

#### Grup A
| Pos | Equip               | PJ | PG | PE | PP | GF | GC | DG | Pts | Classificació                    |
| --- | ------------------- | -- | -- | -- | -- | -- | -- | -- | --- | -------------------------------- |
| 1   | Països Baixos       | 3  | 2  | 1  | 0  | 9  | 4  | +5 | 5   | Avança a la final                |
| 2   | Itàlia              | 3  | 1  | 1  | 1  | 2  | 2  | 0  | 3   | Avança al partit pel tercer lloc |
| 3   | Alemanya Occidental | 3  | 0  | 2  | 1  | 4  | 5  | −1 | 2   |                                  |
| 4   | Àustria             | 3  | 1  | 0  | 2  | 4  | 8  | −4 | 2   |                                  |

| Àustria       | 1–5     | Països Baixos                                                            |
| ------------- | ------- | ------------------------------------------------------------------------ |
| Obermayer 80' | Informe | Brandts 6' · Rensenbrink 35' (p.) · Rep 36', 53' · W. van de Kerkhof 82' |

| Itàlia | 0–0     | Alemanya Occidental |
| ------ | ------- | ------------------- |
|        | Informe |                     |

| Països Baixos                    | 2–2     | Alemanya Occidental          |
| -------------------------------- | ------- | ---------------------------- |
| Haan 27' · R. van de Kerkhof 82' | Informe | Abramczik 3' · D. Müller 70' |

| Itàlia    | 1–0     | Àustria |
| --------- | ------- | ------- |
| Rossi 13' | Informe |         |

| Àustria                            | 3–2     | Alemanya Occidental             |
| ---------------------------------- | ------- | ------------------------------- |
| Vogts 59' (p.p.) · Krankl 66', 87' | Informe | Rummenigge 19' · Hölzenbein 72' |

| Itàlia             | 1–2     | Països Baixos          |
| ------------------ | ------- | ---------------------- |
| Brandts 19' (p.p.) | Informe | Brandts 49' · Haan 76' |

#### Grup B
| Pos | Equip     | PJ | PG | PE | PP | GF | GC | DG  | Pts | Classificació                    |
| --- | --------- | -- | -- | -- | -- | -- | -- | --- | --- | -------------------------------- |
| 1   | Argentina | 3  | 2  | 1  | 0  | 8  | 0  | +8  | 5   | Avança a la final                |
| 2   | Brasil    | 3  | 2  | 1  | 0  | 6  | 1  | +5  | 5   | Avança al partit pel tercer lloc |
| 3   | Polònia   | 3  | 1  | 0  | 2  | 2  | 5  | −3  | 2   |                                  |
| 4   | Perú      | 3  | 0  | 0  | 3  | 0  | 10 | −10 | 0   |                                  |

| Brasil                          | 3–0     | Perú |
| ------------------------------- | ------- | ---- |
| Dirceu 15', 27' · Zico 72' (p.) | Informe |      |

| Argentina       | 2–0     | Polònia |
| --------------- | ------- | ------- |
| Kempes 16', 71' | Informe |         |

| Perú | 0–1     | Polònia         |
| ---- | ------- | --------------- |
|      | Informe | A. Szarmach 65' |

| Argentina | 0–0     | Brasil |
| --------- | ------- | ------ |
|           | Informe |        |

| Brasil                                  | 3–1     | Polònia  |
| --------------------------------------- | ------- | -------- |
| Nelinho 13' · Roberto Dinamite 58', 63' | Informe | Lato 45' |

| Argentina                                                       | 6–0     | Perú |
| --------------------------------------------------------------- | ------- | ---- |
| Kempes 21', 49' · Tarantini 43' · Luque 50', 72' · Houseman 67' | Informe |      |

### Fase final

#### Partit pel tercer lloc
| Brasil                   | 2–1     | Itàlia     |
| ------------------------ | ------- | ---------- |
| Nelinho 64' · Dirceu 71' | Informe | Causio 38' |

#### Final
| Argentina                       | 3–1 (pr.) | Països Baixos |
| ------------------------------- | --------- | ------------- |
| Kempes 38', 105' · Bertoni 115' | Informe   | Nanninga 82'  |

## Campió
| Guanyador de Copa del Món de Futbol de 1978 |
| ------------------------------------------- |
| · Argentina · Primer títol                  |

## Classificació final
El 1986, la FIFA va publicar un informe que classificava tots els equips de cada Copa del Món fins a la de 1986, basada en l'actuació a la competició, els resultats generals i la qualitat dels contraris (sense comptar els resultats de repetició). El rànquing del torneig de 1978 era el següent:

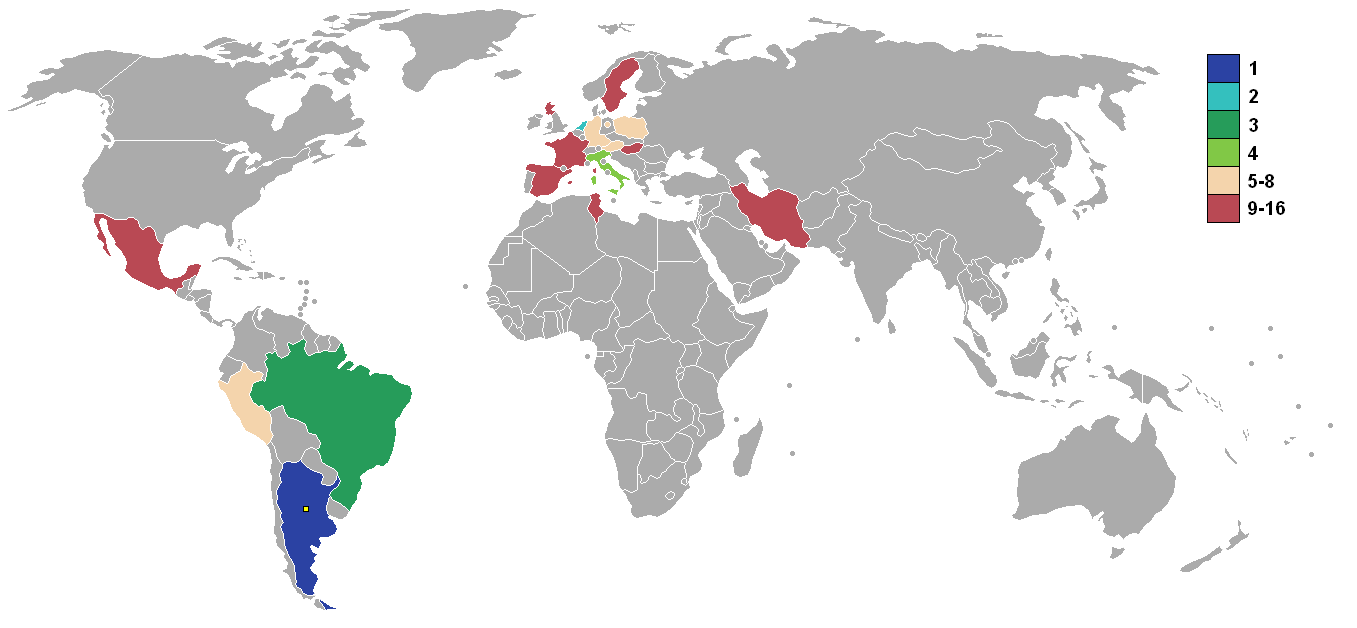
Mapa amb els resultats de 1978

| P                           | Equip               | PJ | PG | PE | PP | GF | GC | DG  | Pts. |
| --------------------------- | ------------------- | -- | -- | -- | -- | -- | -- | --- | ---- |
| 1                           | Argentina           | 7  | 5  | 1  | 1  | 15 | 4  | +11 | 11   |
| 2                           | Països Baixos       | 7  | 3  | 2  | 2  | 15 | 10 | +5  | 8    |
| 3                           | Brasil              | 7  | 4  | 3  | 0  | 10 | 3  | +7  | 11   |
| 4                           | Itàlia              | 7  | 4  | 1  | 2  | 9  | 6  | +3  | 9    |
| Eliminats a la segona fase  |                     |    |    |    |    |    |    |     |      |
| 5                           | Polònia             | 6  | 3  | 1  | 2  | 6  | 6  | 0   | 7    |
| 6                           | Alemanya Occidental | 6  | 1  | 4  | 1  | 10 | 5  | +5  | 6    |
| 7                           | Àustria             | 6  | 3  | 0  | 3  | 7  | 10 | −3  | 6    |
| 8                           | Perú                | 6  | 2  | 1  | 3  | 7  | 12 | −5  | 5    |
| Eliminats a la primera fase |                     |    |    |    |    |    |    |     |      |
| 9                           | Tunísia             | 3  | 1  | 1  | 1  | 3  | 2  | +1  | 3    |
| 10                          | Espanya             | 3  | 1  | 1  | 1  | 2  | 2  | 0   | 3    |
| 11                          | Escòcia             | 3  | 1  | 1  | 1  | 5  | 6  | −1  | 3    |
| 12                          | França              | 3  | 1  | 0  | 2  | 5  | 5  | 0   | 2    |
| 13                          | Suècia              | 3  | 0  | 1  | 2  | 1  | 3  | −2  | 1    |
| 14                          | Iran                | 3  | 0  | 1  | 2  | 2  | 8  | −6  | 1    |
| 15                          | Hongria             | 3  | 0  | 0  | 3  | 3  | 8  | −5  | 0    |
| 16                          | Mèxic               | 3  | 0  | 0  | 3  | 2  | 12 | −10 | 0    |

## Golejadors
| 6 gols - [[Fitxer:Flag of Argentina.svg\|23x15px\|border \|alt=Argentina\|link=Selecció de futbol de l'Argentina\|{{#if:\|]] Mario Kempes 5 gols - [[Fitxer:Flag of the Netherlands.svg\|23x15px\|border \|alt=Països Baixos\|link=Selecció de futbol dels Països Baixos\|{{#if:\|]] Rob Rensenbrink - [[Fitxer:Flag of Peru.svg\|23x15px\|border \|alt=Perú\|link=Selecció de futbol del Perú\|{{#if:\|]] Teófilo Cubillas 4 gols - [[Fitxer:Flag of Argentina.svg\|23x15px\|border \|alt=Argentina\|link=Selecció de futbol de l'Argentina\|{{#if:\|]] Leopoldo Luque - [[Fitxer:Flag of Austria.svg\|23x15px\|border \|alt=Àustria\|link=Selecció de futbol d'Àustria\|{{#if:\|]] Hans Krankl 3 gols - [[Fitxer:Flag of Germany.svg\|23x15px\|border \|alt=Alemanya Occidental\|link=Selecció de futbol d'Alemanya Occidental\|{{#if:\|]] Karl-Heinz Rummenigge - [[Fitxer:Flag of Brazil (1968-1992).svg\|23x15px\|border \|alt=Brasil\|link=Selecció de futbol del Brasil\|{{#if:\|]] Dirceu - [[Fitxer:Flag of Brazil (1968-1992).svg\|23x15px\|border \|alt=Brasil\|link=Selecció de futbol del Brasil\|{{#if:\|]] Roberto Dinamita - [[Fitxer:Flag of Italy (1946-2003).svg\|23x15px\|border \|alt=Itàlia\|link=Selecció de futbol d'Itàlia\|{{#if:\|]] Paolo Rossi - [[Fitxer:Flag of the Netherlands.svg\|23x15px\|border \|alt=Països Baixos\|link=Selecció de futbol dels Països Baixos\|{{#if:\|]] Johnny Rep 2 gols - [[Fitxer:Flag of Germany.svg\|23x15px\|border \|alt=Alemanya Occidental\|link=Selecció de futbol d'Alemanya Occidental\|{{#if:\|]] Heinz Flohe - [[Fitxer:Flag of Germany.svg\|23x15px\|border \|alt=Alemanya Occidental\|link=Selecció de futbol d'Alemanya Occidental\|{{#if:\|]] Dieter Müller - [[Fitxer:Flag of Argentina.svg\|23x15px\|border \|alt=Argentina\|link=Selecció de futbol de l'Argentina\|{{#if:\|]] Daniel Bertoni - [[Fitxer:Flag of Brazil (1968-1992).svg\|23x15px\|border \|alt=Brasil\|link=Selecció de futbol del Brasil\|{{#if:\|]] Nelinho - [[Fitxer:Flag of Scotland.svg\|23x15px\|border \|alt=Escòcia\|link=Selecció de futbol d'Escòcia\|{{#if:\|]] Archie Gemmill - [[Fitxer:Flag of Italy (1946-2003).svg\|23x15px\|border \|alt=Itàlia\|link=Selecció de futbol d'Itàlia\|{{#if:\|]] Roberto Bettega - [[Fitxer:Flag of the Netherlands.svg\|23x15px\|border \|alt=Països Baixos\|link=Selecció de futbol dels Països Baixos\|{{#if:\|]] Ernie Brandts - [[Fitxer:Flag of the Netherlands.svg\|23x15px\|border \|alt=Països Baixos\|link=Selecció de futbol dels Països Baixos\|{{#if:\|]] Arie Haan - [[Fitxer:Flag of Poland (1928-1980).svg\|23x15px\|border \|alt=Polònia\|link=Selecció de futbol de Polònia\|{{#if:\|]] Zbigniew Boniek - [[Fitxer:Flag of Poland (1928-1980).svg\|23x15px\|border \|alt=Polònia\|link=Selecció de futbol de Polònia\|{{#if:\|]] Grzegorz Lato | 1 gol - [[Fitxer:Flag of Germany.svg\|23x15px\|border \|alt=Alemanya Occidental\|link=Selecció de futbol d'Alemanya Occidental\|{{#if:\|]] Rüdiger Abramczik - [[Fitxer:Flag of Germany.svg\|23x15px\|border \|alt=Alemanya Occidental\|link=Selecció de futbol d'Alemanya Occidental\|{{#if:\|]] Bernd Hölzenbein - [[Fitxer:Flag of Germany.svg\|23x15px\|border \|alt=Alemanya Occidental\|link=Selecció de futbol d'Alemanya Occidental\|{{#if:\|]] Hansi Müller - [[Fitxer:Flag of Argentina.svg\|23x15px\|border \|alt=Argentina\|link=Selecció de futbol de l'Argentina\|{{#if:\|]] René Houseman - [[Fitxer:Flag of Argentina.svg\|23x15px\|border \|alt=Argentina\|link=Selecció de futbol de l'Argentina\|{{#if:\|]] Daniel Passarella - [[Fitxer:Flag of Argentina.svg\|23x15px\|border \|alt=Argentina\|link=Selecció de futbol de l'Argentina\|{{#if:\|]] Alberto Tarantini - [[Fitxer:Flag of Austria.svg\|23x15px\|border \|alt=Àustria\|link=Selecció de futbol d'Àustria\|{{#if:\|]] Erich Obermayer - [[Fitxer:Flag of Austria.svg\|23x15px\|border \|alt=Àustria\|link=Selecció de futbol d'Àustria\|{{#if:\|]] Walter Schachner - [[Fitxer:Flag of Brazil (1968-1992).svg\|23x15px\|border \|alt=Brasil\|link=Selecció de futbol del Brasil\|{{#if:\|]] Reinaldo - [[Fitxer:Flag of Brazil (1968-1992).svg\|23x15px\|border \|alt=Brasil\|link=Selecció de futbol del Brasil\|{{#if:\|]] Zico - [[Fitxer:Flag of Scotland.svg\|23x15px\|border \|alt=Escòcia\|link=Selecció de futbol d'Escòcia\|{{#if:\|]] Kenny Dalglish - [[Fitxer:Flag of Scotland.svg\|23x15px\|border \|alt=Escòcia\|link=Selecció de futbol d'Escòcia\|{{#if:\|]] Joe Jordan - [[Fitxer:Flag of Spain (1977–1981).svg\|23x15px\|border \|alt=Espanya\|link=Selecció de futbol d'Espanya\|{{#if:\|]] Juan Manuel Asensi - [[Fitxer:Flag of Spain (1977–1981).svg\|23x15px\|border \|alt=Espanya\|link=Selecció de futbol d'Espanya\|{{#if:\|]] Dani - [[Fitxer:Flag of France (1794–1815, 1830–1974).svg\|23x15px\|border \|alt=França\|link=Selecció de futbol de França\|{{#if:\|]] Marc Berdoll - [[Fitxer:Flag of France (1794–1815, 1830–1974).svg\|23x15px\|border \|alt=França\|link=Selecció de futbol de França\|{{#if:\|]] Bernard Lacombe - [[Fitxer:Flag of France (1794–1815, 1830–1974).svg\|23x15px\|border \|alt=França\|link=Selecció de futbol de França\|{{#if:\|]] Christian Lopez - [[Fitxer:Flag of France (1794–1815, 1830–1974).svg\|23x15px\|border \|alt=França\|link=Selecció de futbol de França\|{{#if:\|]] Michel Platini - [[Fitxer:Flag of France (1794–1815, 1830–1974).svg\|23x15px\|border \|alt=França\|link=Selecció de futbol de França\|{{#if:\|]] Dominique Rocheteau - [[Fitxer:Flag of Hungary.svg\|23x15px\|border \|alt=Hongria\|link=Selecció de futbol d'Hongria\|{{#if:\|]] Károly Csapó - [[Fitxer:Flag of Hungary.svg\|23x15px\|border \|alt=Hongria\|link=Selecció de futbol d'Hongria\|{{#if:\|]] András Tóth - [[Fitxer:Flag of Hungary.svg\|23x15px\|border \|alt=Hongria\|link=Selecció de futbol d'Hongria\|{{#if:\|]] Sándor Zombori - [[Fitxer:State Flag of Iran (1964).svg\|23x15px\|border \|alt=Iran\|link=Selecció de futbol de l'Iran\|{{#if:\|]] Iraj Danaeifard - [[Fitxer:State Flag of Iran (1964).svg\|23x15px\|border \|alt=Iran\|link=Selecció de futbol de l'Iran\|{{#if:\|]] Hassan Rowshan - [[Fitxer:Flag of Italy (1946-2003).svg\|23x15px\|border \|alt=Itàlia\|link=Selecció de futbol d'Itàlia\|{{#if:\|]] Romeo Benetti | - [[Fitxer:Flag of Italy (1946-2003).svg\|23x15px\|border \|alt=Itàlia\|link=Selecció de futbol d'Itàlia\|{{#if:\|]] Franco Causio - [[Fitxer:Flag of Italy (1946-2003).svg\|23x15px\|border \|alt=Itàlia\|link=Selecció de futbol d'Itàlia\|{{#if:\|]] Renato Zaccarelli - [[Fitxer:Flag of Mexico.svg\|23x15px\|border \|alt=Mèxic\|link=Selecció de futbol de Mèxic\|{{#if:\|]] Víctor Rangel - [[Fitxer:Flag of Mexico.svg\|23x15px\|border \|alt=Mèxic\|link=Selecció de futbol de Mèxic\|{{#if:\|]] Arturo Vázquez Ayala - [[Fitxer:Flag of the Netherlands.svg\|23x15px\|border \|alt=Països Baixos\|link=Selecció de futbol dels Països Baixos\|{{#if:\|]] Dick Nanninga - [[Fitxer:Flag of the Netherlands.svg\|23x15px\|border \|alt=Països Baixos\|link=Selecció de futbol dels Països Baixos\|{{#if:\|]] René van de Kerkhof - [[Fitxer:Flag of the Netherlands.svg\|23x15px\|border \|alt=Països Baixos\|link=Selecció de futbol dels Països Baixos\|{{#if:\|]] Willy van de Kerkhof - [[Fitxer:Flag of Peru.svg\|23x15px\|border \|alt=Perú\|link=Selecció de futbol del Perú\|{{#if:\|]] César Cueto - [[Fitxer:Flag of Peru.svg\|23x15px\|border \|alt=Perú\|link=Selecció de futbol del Perú\|{{#if:\|]] José Velásquez - [[Fitxer:Flag of Poland (1928-1980).svg\|23x15px\|border \|alt=Polònia\|link=Selecció de futbol de Polònia\|{{#if:\|]] Kazimierz Deyna - [[Fitxer:Flag of Poland (1928-1980).svg\|23x15px\|border \|alt=Polònia\|link=Selecció de futbol de Polònia\|{{#if:\|]] Andrzej Szarmach - [[Fitxer:Flag of Sweden.svg\|23x15px\|border \|alt=Suècia\|link=Selecció de futbol de Suècia\|{{#if:\|]] Thomas Sjöberg - [[Fitxer:Flag of Tunisia (1959–1999).svg\|23x15px\|border \|alt=Tunísia\|link=Selecció de futbol de Tunísia\|{{#if:\|]] Mokhtar Dhouib - [[Fitxer:Flag of Tunisia (1959–1999).svg\|23x15px\|border \|alt=Tunísia\|link=Selecció de futbol de Tunísia\|{{#if:\|]] Néjib Ghommidh - [[Fitxer:Flag of Tunisia (1959–1999).svg\|23x15px\|border \|alt=Tunísia\|link=Selecció de futbol de Tunísia\|{{#if:\|]] Ali Kaabi Gols en pròpia porta - [[Fitxer:Flag of Germany.svg\|23x15px\|border \|alt=Alemanya Occidental\|link=Selecció de futbol d'Alemanya Occidental\|{{#if:\|]] Berti Vogts (per Àustria) - [[Fitxer:State Flag of Iran (1964).svg\|23x15px\|border \|alt=Iran\|link=Selecció de futbol de l'Iran\|{{#if:\|]] Andranik Eskandarian (per Escòcia) - [[Fitxer:Flag of the Netherlands.svg\|23x15px\|border \|alt=Països Baixos\|link=Selecció de futbol dels Països Baixos\|{{#if:\|]] Ernie Brandts (per Itàlia) |